# TOKYO MX番組放送一覧
『東京メトロポリタンテレビジョン番組放送一覧』では、東京都の独立局である東京メトロポリタンテレビジョン（TOKYO MX）で放送中ないし放送されたアニメを除く各番組を列挙している。
放送時刻はJST（日本標準時）で表記。

アニメ番組全般については

関連会社であるエフエム東京（TOKYO FM）および同局をはじめとするジャパンエフエムネットワーク（JFNC）の番組については

## 放送中の番組

### ニュース・報道
- TOKYO MX NEWS（月 - 金 11:00 - 11:04、13:00 - 13:04、15:00 - 15:04）
- おはリナ!（月 - 金 7:00 - 8:00）
- 堀潤 Live Junction（月・金 18:00 - 18:55、火・水・金 18:00 - 19:00）
- 堀潤激論サミット（月 - 金 20:57 - 21:25）
- フラッシュ天気（随時放送、5分間と1分間の2パターンがある[1]）
- ヒーリングタイム&ヘッドラインニュース（随時放送）
- 東京マーケットワイド（制作、月 - 金（祝日除く）8:30 - 11:40、12:29 - 15:50[4][5]） - 092ch、ワンセグ2で放送
- WORLD MARKETZ（日 - 土 22:00 - 23:00） - 092ch、ワンセグ2で放送

### 都政
- 区広報番組（日 12:00 - 12:30、東京23区で制作される広報番組を放送）
- TOKYOインフォメーション（月 - 金 7:15 - 7:20、『おはリナ!』内）
- 知事定例会見（金 13:59 - 14:30[6]祝日を除く）
- 東京都議会中継（初日・最終日は生中継、代表・一般質問・予算委はダイジェスト放送）

### バラエティ・情報
- 帯番組
  - 堀潤モーニングFLAG（月 - 金 7:00 - 8:30）
  - 5時に夢中!（月 - 金 17:00 - 17:59 年末年始を除く）、『東京シティ競馬中継』がある場合はSD 、とちぎテレビ・群馬テレビへ同時ネット
  - 宣伝に夢中!（11:55 - 12:00）
  - 堀潤Live Junction（月・木 18:00 - 18:55、火・水・金　18:00 - 19:00）
  - 激論サミット（月 - 金 20:57 - 21:25）
  - WORLD MARKETZ（月 - 金　22:00 - 23:00） - 092ch、ワンセグ2
  - Tokyo Photo Library
- 日曜日
- 宝塚カフェブレイク（7:00 - 7:30・日 9:00 - 9:30、 - 092ch、ワンセグ2） - HD
- テリー土屋のくるまの話（隔週 8:00 - 8:30）
  - ももいろインフラーZ（隔週 11:00 - 11:55）
  - 京都画報（隔週 11:00 - 11:55）
  - 寺島実郎の世界を知る力（隔週 11:00 - 11:55）
- ぐらぶるTVちゃんねるっ!（日曜 11:55 - 12:00）
- キッズが見てる！もしもタレントじゃなかったら（18:00 - 18:30）
- TOKYO 1 weekストーリー（18:30 - 19:00）
- MXグランプリ～異端芸人決定戦～（毎月最終日曜 19:00～20:00）
- 月曜日
  - ええじゃないか!!（隔週 1:35 - 2:05）
  - ええじゃない課Biz（隔週 1:35 - 2:05）
  - 至高のひととき～多摩・立川　オトナ時間～（18:55 - 19:00、再放送　金曜 21:54 - 22:00）
- 火曜日
  - 起業家たちの挑戦ストーリー（第4週　2:05 - 2:34）
  - 野田クリの野望～ゲーム天下統一への道～（21:25 - 21:54）
- 水曜日
  - 小峠英二のなんて美だ!（0:00 - 0:30）
  - HISTORY（隔週9:30 - 10:00）
  - 洋上の楽園クルーズ（3:34 - 4:00／金曜 9:30 - 10:00）
  - AVAMちゃんの虜になあれ2（22:30 - 23:00）
- 木曜日25〜
- 金曜日
- バリふり!!!（隔週 2:30 - 3:00）
- 路面電車のある風景（3:30 - 3:35）
- RINGAKU！〜アイドル学園バラエティ〜（21:25 - 21:54）
- 土曜日
  - ヒーリングタイム内
    - ふるさと百景 城西・城北（3:30 - 3:45）
    - 路面電車のある風景（3:45 - 4:00）

  - ビジネス・タイガーサミット（隔週 7:00 - 7:30）
  - Do!Fishing（隔週 8:30 - 8:45）
  - 東京ホンマもん教室（隔週 10:00 - 11:00）[7]
- ぐるり東京 江戸散歩（11:30 - 12:00）
- 田村淳のキキタイ!（17:00 - 17:55）
  - 田村淳の訊きたい放題!（前身）
- サバンナ高橋の、サウナの神さま（隔週 17:55 - 18:25）
- 原田龍二の日本全国!湯一無二（隔週 17:55 - 18:25）
- 22/7 計算外 season2（23:00 - 23:30）
- 不定期・特番など
- 日本の祭り　～東京都三宅島　御笏神社　牛頭天王祭～
  - 東京都議会中継
  - 都議会の焦点
  - 都議選開票特番 選挙Junction
  - 中小企業の底ヂカラ
  - RINGAKU！〜アイドル学園バラエティ〜※休止中
  - SAD originals.の推しメンサズけます
  - がんばれ!やったれ!パンダドラゴン!
  - 初音ミク「マジカルミライ」
    - 初音ミク「マジカルミライ」今年も絶賛制作中！

  - はじめての美術館
  - トウキョウもっともっと!元気計画研究所
  - 企業魂
  - 厳選!クルーズNavi
  - Doctor's eye
  - POST-FAKE
  - アオペラ -aoppella!?-

### スポーツ番組
- 野球
  - パ・リーグ応援宣言!ホークス中継（福岡ソフトバンクホークス戦[8]） - SD放送。
  - 全国高等学校野球選手権東東京・西東京大会中継 - HD[9]
- プロレス
  - We are STARDOM!! ～世界が注目!女子プロレス～（月曜　20:30 - 21:00）
- キックボクシング
  - THE KNOCK OUT FIGHTER（金曜　23:00 - 23:30）
  - KNOCK OUT STYLE 撃!蹴!斬!～キックボクシング～（土曜 21:00 - 21:30）
- その他
  - 全国高等学校ラグビーフットボール大会東京都予選  - HD
  - BOAT RACE プレミア(不定期)[10]
- Bリーグ中継（不定期）

### ドラマ・映画
- ただの恋愛なんかできっこない（水曜〈木曜深夜〉 2:00 - 2:15）
- ～映画の登竜門～PFFアワードセレクション（隔週日曜 15:00 - 15:42） - 092ch、ワンセグ2で放送
- 恋愛ルビの正しいふりかた（月曜〈日曜深夜〉 1:05 - 1:35）
- デブとラブと過ちと!（再放送）（水曜 20:30 - 21:00）
- ももの唄（2025年9月15日、22日、29日）
- TOKYO MX 映画部（不定期）

### 音楽番組
- 70号室の住人（水曜 21:25 - 21:54）
- アンコール!都響（隔週土曜 15:00 - 17:00） - 092ch、ワンセグ2で放送。
- 音ボケPOPS（土 21:30 - 22:00）
- ハワイアンLIVE in BIRDLAND（隔週日曜 9:00 - 9:30） - 092ch、ワンセグ2で放送

### 他局制作番組

#### NHK関連団体
- 東京シティ競馬中継（NHK G-Media制作委託）- HD（2009年（平成21年）11月まで）、092ch、ワンセグ2で放送

#### 独立局
- - saunominen 〜サウナ日和〜（群馬テレビ制作、火 2:00 - 2:05）
    - saunominen サウナと私（前身）
    - saunominen サウナのすヽめ（前身）
- 白黒アンジャッシュ（千葉テレビ制作、火 3:05 - 3:35）
- ダイアンのガチで!ごめんやす（群馬テレビ制作、火 3:35 - 4:00）
- U字工事の旅!発見（とちぎテレビ制作、火 4:00 - 4:30）
- ココホリケンケン（テレビ神奈川制作、水 2:05 - 2:34）
- 村瀬哲史のの京都ガッ地理!（KBS京都制作、不定期）
- 原田伸郎のめざせパーゴルフⅢ（サンテレビ制作、金 4:30 - 5:00）
- ロンブー亮の釣りならまかせろ!（テレビ埼玉制作、土 6:00 - 6:30）
- 魅せます!とちブラ〜とちぎブランド・ぶらり〜（とちぎテレビ制作、土 7:45 - 8:00） - 092ch、ワンセグ2で放送
- Good Luck!（とちぎテレビ制作、土 9:30 - 10:00） - 092ch、ワンセグ2で放送
- ふんわりナジャしあげ（サンテレビ制作、隔週　土 10:00 - 11:00）
- Car Xs with NAPAC（とちぎテレビ制作、日 10:30 - 11:00） - 092ch、ワンセグ2で放送
- ごりやくさん（KBS京都制作、月 - 金　7:08 - 7:30） - 092ch、ワンセグ2で放送
- 比叡の光（KBS京都制作、土 8:45 - 9:00）
- 太陽、京都で麺食らう。（KBS京都、不定期）
- KOBE LIFE（サンテレビ制作、隔週　日　8:00 - 8:30）
- あんぎゃでござる!!（KBS京都制作、日 12:00 - 12:30）
- 新春狂言（KBS京都制作、毎年年始）
- 新春!よしもと大爆笑（サンテレビ制作、毎年年始、『新春!!漫才大爆ショー』の後身）
- 京都浪漫〜美と伝統を訪ねる〜（KBS京都制作、不定期）

#### 日本テレビ系列
- どさんこクッキング（札幌テレビ制作、金 12:00 - 12:29） - 092ch、ワンセグ2で放送

#### テレビ朝日系列
- 仮面ライダークウガ（テレビ朝日制作、火曜 20:00 - 20:30）
- 秘密戦隊ゴレンジャー（テレビ朝日制作、金曜 19:00 - 19:30）
- パシャ活（広島ホームテレビ制作、隔週 土　12:30 - 12:55）
- 錦鯉が行く!のりのり散歩（北海道テレビ制作、土曜 14:30 - 15:00）
- 水曜どうでしょうプレミア（北海道テレビ制作、日 14:30 - 15:00）[11]
- おぎやはぎのハピキャン（メ〜テレ制作、第3以外の日 16:30 - 17:00）
- 探偵!ナイトスクープ（朝日放送テレビ制作、日 17:00 - 17:55）
- スナックコットン（広島ホームテレビ制作、隔週 日　12:30 - 12:55）
- 旅ランTV（広島ホームテレビ制作、不定期）
- 出る杭さんは打たれ強い（広島ホームテレビ制作、不定期）

#### TBSテレビ系列
- 必殺仕置人（TBSテレビ制作、月曜 - 金曜 15:04 - 16:00）
- 仮面ライダー (スカイライダー)（毎日放送制作、金 20:30 - 20:57）
- よしもと新喜劇（毎日放送制作、土 13:00 - 13:55）092ch、ワンセグ2で放送
- 吉田類の酒場放浪記（BS-TBS制作、土 16:00 - 16:30）

#### フジテレビ系列
- あそびにおいでョ!（フジテレビ制作、月 - 金 5:10 - 6:00）※2025/7/9〜
- 王様のレストラン（フジテレビ制作、月 - 金 5:10 - 6:00）※2025/7/25〜
- ナオミ（フジテレビ制作、月 - 金 5:10 - 6:00）※2025/8/11〜
- 銭形平次（1966）（フジテレビ制作、月 - 金　20:09 - 21:00） - 092ch、ワンセグ2で放送
- 日向坂アニメ部（関西テレビ制作、不定期）

#### 海外ドラマ
- 蒼蘭訣～エターナル・ラブ～（月曜 - 金曜 9:00 - 10:00）
- 玉楼春～君に詠むロマンス～（月曜 - 金曜 11:04 - 12:00）
- ホジュン 宮廷医官への道（月曜 - 金曜 13:04 - 14:00）
- ボーイフレンド（木・金曜 13:04 - 14:00）

#### その他
- ショップチャンネル お買物エンタテインメント（ジュピターショップチャンネル制作、月 - 木 6:00 - 7:00）
- レッド吉田のまんぷくグルメ旅（隔週　土　10:00 - 11:00、エス・フィールド制作）
- 鉄道ひとり旅〜ゆらゆら列車に乗りながら〜（日 12:30 - 12:55、鉄道チャンネル制作）
- Powered by TV〜元気ジャパン〜（土 19:00 - 20:00、インバースホールディングス制作）
- 童謡コーラス♪名曲大合唱会&みんなの音楽会テレビ（日 9:30 - 9:45） - 092ch、ワンセグ2で放送
  - 童謡コーラス♪名曲大合唱（前身）
- Music B.B. Japan（アークミュージック制作、水 4:00 - 4:30）
  - B.B.レアリティ（前身）
  - Music B.B.（前々身）
- うたなび!MAX!!（日音制作、水 4:30 - 5:00） - HD
  - うたナビ21（前身）
  - うたなび!（前身）
- CM INDEX（東京企画制作、月 2:00 - 2:30） - 092ch、ワンセグ2で放送
- カンニング竹山のイチバン研究所（共同テレビジョン制作、隔週 19:00 - 19:30）
- 世界の子どもの未来のために（BS12 トゥエルビ制作、チャイルド・スポンサーシップ番組、随時）
- 推し推せ!の全推し!（土曜　隔週 2:00 - 2:30、株式会社MEDIA8制作）
- スギちゃんの旅は浪漫だぜぇ（BS12 トゥエルビ制作、隔週土曜 7:00 - 7:30）
- カオスボックス－CHAOS BOX－（L4（エルフォー）制作、土曜　7:30 - 8:00） - 092ch、ワンセグ2
- 日本のチカラ（日曜 3:30 - 4:00、民間放送教育協会加盟局制作[12]）
- ～鉄路の旅～ローカル列車で巡るあの町・この町（不定期、TBS GLOWDIA制作）
- 徳永ゆうきのぐるっと歌テツ旅（不定期、鉄道チャンネル制作）
- シゴト手帖
- Our School
- 他各種テレビショッピング番組多数

## 終了した番組

### 情報・ニュース番組
- 東京NEWS
- TOKYO MX NEWS
- どうする?東京（月に1回放送）
- Log in TOKYO※ - フリートークの第1部とレコードプレイのDJの第2部があったが1996年4月改編より第1部のみとなる。
- 東京FILE23
- ひと・ゆめ40
- こちら通勤快善委員会
- わたしの好きな東京
- ふるさとホットライン
- ミッドナイトウェザーお天気チェック
- THE WEEKEND
- 愛川欽也サンデーPM
- 白沢みきのモーニングTOKYO
- イブニングTOKYO
- MAGICAL HOTEL
- 東京NEWS21時
- TOKYO NEWS UP DATE
- TOKYOアフタヌーンサプリ
- 邦子の Catch on 東京
- テクノポリス東京
- クチコミTV 2.0 by kakaku.com - HD
- TOKYOモーニングサプリ - HD
- Blog TV - HD
- 林家正蔵の東京みち探検隊!
  - 林家いっ平の東京みち探検隊!
- 世界は今 JETROグローバル・アイ
- U・LA・LA - HD
  - U・LA・LA@7 - HD
  - U LA LA ナナパチ - HD
- ザ・ゴールデンアワー
- 小町テレビ（読売新聞東京本社・日テレG+制作） - 092ch、ワンセグ2で放送[13]
- チェックタイム
- ハーフタイム
- サタデーLIVE
- 妻たちの幸せ研究所
- 韓流フォンデュ
- ニッポン・ダンディ
- TokYo,Boy
- 東京からはじめよう
- 青山アンテナ246
- 週刊リテラシー
- フォンデュ
- 週末めとろポリシャン♪
- 梅沢富美男のあおもりまち・むら情報局
- GINZA YOGA
- ひるキュン!
- トーカ堂 ときめきサンデー
- 東京クラッソ!
  - 東京クラッソ!NEO
- おとこを磨く経済学
- モーニングCROSS
  - 激論!サンデーCROSS
- 週末ハッピーライフ! お江戸に恋して
- This is me!!（1:05 - 1:35）
- 技術と情熱で挑戦し続けるまちすみだ（11:40 - 11:43） - 092ch、ワンセグ2で放送
- キラ×バズTV!?（2:35 - 3:05）
- コミックBAR Renta!（1:00 - 1:05）
- 話題のアプリ ええじゃないか!（同上）
  - 教えて!アプリ先生（前身）
- TOKYO NATURE トライアウト（21:54 - 22:00）
- 大使館☆晩餐会（第3週11:00 - 11:30）
- 明日､どこいくの!?→明日どこ!?DX（休止）
- 就活ドラゴン
- 技術と情熱で挑戦し続けるまちすみだ（11:40 - 11:43） - 092ch、ワンセグ2で放送
- 5時に夢中!健康第一じゃなかった人みんな集まれSP!
- ももいろインフラーZ
- 東京の窓から
- 起業家万博
- 起業家甲子園
- BOOK! BOOK! TREASURE
- Tokyo Next 〜夢に向かって頑張る若者たち～
- 堀潤モーニングFLAG スピンオフ 技能五輪全国大会スペシャル
- サンスターpresents 賢人からのメッセージ～平塚景堂の泰然自若～
- 天職ってなんだ!!
- ドーリィ☆バラエティ
- 人権週間特別番組
- 芸Tuber
- Do you know異能?
- 小山慶一郎の健者のBORDER30
- 美歯Navi
- 駅近ドットコムTV
- Tokyo Next〜夢に向かって頑張る若者たち〜
- フランス人がときめいた日本の美術館（BS11との共同制作）
- news TOKYO FLAG
- 杉村太蔵の情熱先生TV（テンカウンター制作、第3週 14:30 - 15:00）
- 教えて!タケちゃん～気になるゼミナール～
- LEADERS　わたしの生き方　－女性区長座談会－
- 青山テルマ feat.東京電波女子2nd
- Tokyo Next～夢に向かって頑張る若者たち～
- 堀潤モーニングFLAG スピンオフ「技能五輪全国大会・アビリンピック SP」
- Tokyo Next～夢に向かって頑張る若者たち～
- 開催直前！なりきりワールド～憧れのヒーローたちに大変身～
- 夢中にサンデー!
- 5時に夢中!サタデー
- バラいろダンディ
- 46万人の声を伝える!ひきこもりボイスTV
- NARIKIRI WORLD ～変身は色褪せない～（仮）
- 尾瀬 写真家 新井幸人が伝える悠久の自然
- 船ヶ山哲の「超・企業思考」
- メンバーの勝手の社歌作ります
- フィギュアスケーター 本田真凜のすべらないクッキング
- 日曜はカラフル2 天国篇
  - 土曜はカラフル!!!（前身）
- 東京の逸品

### スポーツ
- Tokyo Sports Eye
- 真・ニッキゴルフ - HD、とちぎテレビ･群馬テレビへネット
- Xリーグ中継 - HD
- FC東京戦完全中継 - HD
  - FC東京ホットライン
  - F.C. TOKYO魂!
  - F.C. TOKYO COLORS
- 西谷綾子のランドリ! Run & Dream
- パ・リーグ主義
- 菊地亜美のチャリーズエンジェル
- 戦闘未来少女19→20
- bjリーグ中継 - HD
- SKE48の恋するドラコン
- GO!GO!九ちゃんフィッシング
- ジュニアゴルフアカデミー
- BE-BOP SPORTS〜スポーツを愛するマンデートーク〜
- TOKYO LOVE SPORTS
- S Rocks
- 生田衣梨奈のVSゴルフシリーズ
  - 生田衣梨奈のVSスポーツ
- 井上莉花のビジョナリーゴルフ
- eスポーツ MaX
- あーカンちがいGOLF
- TOKYO MX STADIUM
  - 東京ヤクルトスワローズ×中日ドラゴンズ戦[14] - MX自局制作他。2013年以降放送実績なし。
- 鹿島杯女流将棋トーナメント中継
- スポペディアTOKYO
- This Week in the WWE

### ドラマ番組
- 探偵ブギ
- ZENアクションTV
- 非公認戦隊アキバレンジャー
  - 非公認戦隊アキバレンジャー シーズン痛
- ファイヤーレオン
- RUN60
- THE KAROKU THEATER
- Messiah メサイア -影青ノ章-
- 食の軍師
- 泣きめし今日子
- 原宿ドラゴン
- 今夜もLL
- 15歳、今日から同棲はじめます。
- 劇団スフィア
- ギリシャ神話劇場 神々と人々の日々
- スイーツ食って何が悪い!
- 八王子ゾンビーズ
- 不器用な彼女
- スポットライト
- 桜井真の3つの遺産
- Jヒーローズ
- 劇的に沈黙
- 柴公園（KBS京都・サンテレビ・5いっしょ3ちゃんねる・BS12 トゥエルビ・アミューズメントメディア総合学院・イオンエンターテイメント・スターキャット・ハピネットとの共同制作）
- 円谷劇場 - 『ウルトラマンレオ』の放送をもって打ち切り
- 恋活（2022年12月27日 - 31日・18:15 - 18:30） - 東京コンテンツラボと共同制作
- TOKYO MX CINEMA
- シアター092（日 13:00 - 原則16:00） - 092ch、ワンセグ2で放送
- 連続ドラマ「救出劇」
- ぼくのかぞく。
- 無限オーディション（月 22:00 - 22:30） - 2週連続・前半7月17日╱後半╱7月24日として放送
- MR.FLUSH
- 妖ばなし
- おいしい給食シリーズ（メディアンド制作）
- ある日、下北沢で
- 彼のいる生活
- サバエとヤッたら終わる
- 飯を喰らひて華と告ぐ
- 傀儡の声
- 恋学
- このコの家はどこ?
- えにしの記憶（シーズン1〜シーズン11）
- 鎧勇騎 月兎
- 武蔵忍法伝 忍者烈風（シーズン1〜シーズン10）
- 黒弁護士の痴情 世界でいちばん重い純愛
- ドラマニア!
  - 片恋グルメ日記
    - 片恋グルメ日記2

  - 青きヴァンパイアの悩み
  - おじさんが私の恋を応援しています（脳内）
  - デブとラブと過ちと!
  - その結婚、正気ですか?
  - Sugar Sugar Honey
  - きみの継ぐ香りは
  - ふたりソロキャンプ
  - 低体温男子になつかれました。

### 音楽番組
- 三大テノール in DOME（1999年、全国ネット）
- ASIAN MUSIC BOX〜極東音楽箱〜
- アニ☆ステ
- Indies A-Go-Go
- 大江千里のLive Depot[15]
- おとぼ家の夜
- 音ボケPOPS
- 北野誠、濱口優のこれからMUSIC
- GIRA GIRA J 白組
- ゴールデン名曲劇場〜木曜に金爆〜
- 小室等の新音楽夜話
- シャンソンを貴方に…
- 超×D Music+
- D4DJ TV→D4DJ First Mix TV→D4DJ Photon Maiden TV
  - D4DJ マ・マ・マ・Merm4id!
  - D4DJ&ヴァンガード presents『23時にLyrical Lilyハウスでよろしくて?』
- Disco Train
- 電リク! BEAT BOX!
- ハルカウエノセカイ
- バンステ! BanG Dream! STATION
  - バンステ！BanG Dream! STATION 2021
  - バンステ！BanG Dream! STATION 傑作選
  - バンステ！BanG Dream! STATION 2023
  - バンステ！ BanG Dream! STATION 2024
- 平成歌謡塾
- 真夜中のみつばち少女〜突然ですがフェスに出ませんか?〜
- Music F
- MUSIC BUSTER
- mero.jpミュージックChannel
- 唯我独音
- LIFE IS V
- Live L
- SUNDAY POWER OF JAPAN（TOKYO FMの番組との共同放送・有楽町ゼベックより放送） - 『WORLD MOVES』『Live Memorial』『ARTIST ON LINE』のみ放送。
- I LOVE MUSIC MAX（TOKYO FM・TFMインタラクティブとの共同制作、JFN系列局、MUSIC ON! TV、iiVでも放送）
- ELTソング〜えいごでうたおう!〜
- FIZZY POPのスクランバブル
- JET STREAM（TOKYO FM制作、月 - 金 20:00 - 20:30） - 092ch、ワンセグ2で放送
  - Disco Train
- ミュージック・モア
- 69号室の住人（092ch、ワンセグ2で再放送）
- アニメノウタ
- Artist#18File
- 激闘!ラップ甲子園への道（火 2:05 - 2:34、土 23:00 - 23:30に092ch、ワンセグ2で再放送[16]。
- 夢喰計画 DREAM EATER PROJECT 新生・夢喰NEONオーディション

### アニメ情報番組・声優バラエティ番組
- アイドルメモリーズ（2016年10月 - 12月、アニメパートと声優バラエティパートのコンプレックス番組）
- アキバ!AKIBA☆あきば（2006年放送）
- 明坂聡美の「明けテレ」シリーズ（2011年4月 - 12月）
- アニソンCLUB!（2015年1月 - 2016年12月、地上波独占放送）
- アニソンフィットネス（2017年1月 - 3月）
- あにP（2013年2月 - 3月）
- アニメちゃんに会える国
- アニメTV（2010年1月9日 - 2015年6月、アニメ・ゲーム情報番組。地上波ではtvk独占放送であったが、2010年4月以降実質的にネット局移動。2015年7月に古巣・tvkに復帰後は同年9月をもって放送終了）
- アニラン! 〜週末アニメランキング〜
- アニレゾ!!アニソン神ガーを応援し隊!!（2016年10月 - ）
  - アニレゾ!!勝ち抜きアニソンダンスバトル!!
- 上坂すみれのヤバい○○（2017年4月 - 6月）
- Culture:Japan（ポップカルチャー情報番組。2010年6月12日に特番として放送、2010年10月 - 12月、2011年10月 - 12月にレギュラー放送、2012年4月より『チェックタイム』火曜コーナーとして放送）
- 月刊ブシロードTV with スタァライト & ヴァンガード
- Side-BN.TV（東京ゲームショウ2008の模様を生中継した特別番組）
- G-Station（2009年放送、ゲーム情報番組）
- 鈴木このみ 20歳 BIRTHDAY LIVE COUNTDOWN（2016年7月 - 10月）
  - 鈴木このみ 3rd Live Tour "Lead" COUNTDOWN（2017年4月 - ）
- スパルタンMX（2013年7月 - 2014年6月）
- 声龍門（2015年4月 - 6月）
- 大進撃放送BONZO!（2005年4月 - 12年3月、サブカルチャー情報番組）
- 東京国際アニメフェア特別番組（東京アニメアワード公募受賞作品などを放送）
- 浪川大輔・吉野裕行のネゴト
- ブシモのテレビ（2015年7月 - 9月、ブシロードのスマホゲーム情報番組）
- ブシロードTCG情報局（2012年4月 - 2013年3月、地上波独占放送）
- ぷらTWOぅ（2012年1月 - 6月）
- Run Girls, Run!のらんがばん!（2019年7月 - 9月）
- 浪川んちに集合な！（2023年1月 - 12月）
- バーチャルシンガー花譜の廻れ!!MAD TV
- D4DJ HappyAround!の課外活動報告
  - D4DJ TV side：nova
- 22/7 計算中（Season1 - 5）
- 岩井勇気とアニメの森
- マンガ、鬼ほど好きなんで

この他、各種アニメのナビゲーション特番（TBS系・アニプレックス制作の作品が多い）を放送することがある。

### その他
- ArcJewelの地上波はじめました。
- アートを訪ねて
- IJP イジュウインパーク - HD
- アイドルゾーン20時 - 092ch、ワンセグ2で放送
- アキバ!AKIBA☆あきば
- あしたのSHOW
- アダムとイヴのホンネ.TV
- アトリウムコンサート（会場：テレコムセンター内アトリウム）
- アニュ研!
- アプリどっとみぃ♪
- アンナの美viスタ
- International TV School YU CAN DO IT!
- weekend Hips
- Wow!Ho!TV
- うみくんの声優への道
- 営業の達人
- エビ中★グローバル化計画（E!TV枠、金 22:30 - 23:00） - HD
- MX直販!幸せエクスプレス
- M.LEAGUE2019〜Road To Champion〜
- 小澤廉 THE WORLD TRAVELER
- 教えて!アプリ先生
- おしゃべりなFriends
- オトコ気向上バラエティ 祭nine.のハンパじゃナイン!
- オトセヨ?
- おはようMX
- カウントダウンTOKYO
- 顔ラン!
- (仮)TV
- ガリレオチャンネル
- ガリンペイロ
- culture:japan - HD
- 簡単・わかりやすい「ふるさと納税」
- カントリー&フォークライブ Together Again
- 菊地亜美の女子力向上委員会
- 九州三都浪漫
- 999人美女
- キングオブモルックのモルック大作戦!!
- ググって○○聞いてみた!?ニュースの裏側調査会
- グッバイ★ハロー - マルチ編成時の放送であるため、アスペクト比16:9のSD
- グルメパラダイス
- くわまんのパチ☆パチ★パラダイム（2006年（平成18年）7月1日放送分をもって突然打ち切りとなり、その後テレ玉で放送）
- 健康家族ABC
- 建築の世紀〜モダン東京のおもかげ〜
- 恋に乾杯
- 恋のカイトウ!?トモコレ2世
- Go!Go!9nine
- 極楽山本・ロンブー亮の「あたり前じゃねぇからな!TV」
- ココロタビ SUPERNOVA
- 古今亭右朝の東京落語図絵
- 5時の魔法使い
- 小島×狩野×エスパー3P
  - 大久保×鳥居×ブリトニー3P
- GOD ENGINE TV
- 小山裕久の日本料理真髄
- これ!旨スギちゃん
- THE HOUSE
- ザ・ビジョナリー〜異才の花押〜
- さらば青春の光 ふぁいなる
  - ふぁいと青春の光
- ザ・リーダー
- SCENE
- 私生活むきだしバラエティ「キリウリ$アイドル」
- 自動車冒険隊
- 自分らしく生きるプロジェクト
  - らしく〜My Story〜
- 地元応援バラエティ このへん!!トラベラー（2009年（平成21年）10月よりテレビ東京に移行）
- シャド場 〜シャドーバースで繋がるゲームバラエティ〜
- Japania-TV
- 週刊STREET CHANNEL（2006年（平成18年）9月で打ち切り、10月よりチバテレで放送）
- 食材ビフォーアフター
- ジローラモのチんクえTV
- シンデレラアカデミー
- 人狼男子
- すちゃらかコネクション
- スパルタンMX
- ズンズン!!ニトリ
- 世界のいま
- ゼベック・オンライン
- 全国一斉地デジ化テスト（NHK・民放全局一斉同時放送。幹事局は日本テレビ）
- 先端!ニューカマー（ - 2011.10、土 22:30 - 23:00） - HD
- ソーシャルジン
- 宝田明の猫でもわかる!ウエルネスマージャン初心者教室
- たたかえ!GAME BOYZ
- 旅番組つくります
- 魂TV
- タンゴクラブ
- 談志・陳平の言いたい放だい - HD
- 談志の格言 - HD
- 千原ジュニアのシャインになりたい
- つんつべ♂
- ディープJルーム〜アナタが知らないクールジャパンの世界〜
- デイリー・キッチン
- テリー伊藤のトラブルハンター
- テリー伊藤のマル金ライダー8
- テレバイダー
- TV東京人
- 東京オーディション（仮）
- TOKYOおはようスクール
- 東京号泣教室 〜ROAD TO 2020〜
- 東京スカイ座 一朝一席（当局主催の落語会「曳舟寄席」を放送） - マルチ編成時の放送であるため、アスペクト比16:9のSD
- 東京スカイツリータウン MXご自慢ライブ、旧称『ご自慢ライブ おしあげNOW』
- TOKYO STYLE CLUB S
- 東京山の達人 海の達人
- 〜東京ラグジュアリーナイト〜貞方Style
- どうなる?
- 読モTV
  - HD
  - Dokumo Cafe TV
  - 原宿読モTV
- 跳びだせ!勝ち抜きうたじまん
- 土曜動画王 〜金の盾を手にする方法〜
- 9 SOUL〜結成10周年のキセキ〜
- 夏木スタイル One of love
- 西部邁ゼミナール
- NISSAN FUGA PRESENTS Elegant Time Concert - 当初は「NISSAN PRESENTS」だった。
- NISSAN FUGA PRESENTS TOKYO GOLF NAVIGATION
- 日本の祭り傑作選
- ニューウェーブアワー
- NEXT BREAK!!
- ネッコロTV ネッコロがってみて根。
- 脳育ダンスバラエティ オドルポリタン
- のぶ旅リゾートin HAWAII
- バズ酒場
- 発掘!ミラクルフォト
- パックン&河北麻友子のあつまれ!VRフレンズ
- 花田紀凱 ザ・インタビュー（第1土曜のみ放送）
- ハライチのアプリ王@神撃編
- BHN-TV
- B2takes!TV「チカメンですけど何か?」
- VISUAL BUZZ TALK!
- 美の扉〜美容賢人の金言〜
- ピポンザABC!
- ひみつのアプリちゃん
- First Penguin
- ブタイモン
- ぷらTWOぅ - HD、東京シティ競馬中継がある場合はSD
- ふるさとチョイスTV〜ふるさとチョイスと行ってきまス〜
- bayMX（bayfmと同時放送）
- PAPER SKY TV
- BOYS BE!（名前の似ている漫画作品とは無関係）
- 北海道LIVE〜上士幌町へ移住してみた〜
- ほっと、ひと息
- BONSAI
- マジプリ（K）NIGHT
- ますだおかだの実はイチバンなんです!
  - ナイツのこれ、実はイチバンなんです!
- マダムシンコのスイーツドリーマー（20:30 - 21:00） - HD
- マルガリン銀行
- みうらじゅん&安斎肇のゆるキャラに負けない!
- ミツケテ.TV
- ミッドナイト☆ベッドタウン
- 未来展望
- ミライノトビラ
- 魅惑の楽園 アロハ天国
- やりきり!仮面女子
- U-KISSのマシッソU〜
- ようこそ櫻の国へ
- 葉千栄のアジア電視台
- Lead Generation
- Leadバラエティ
- Rainbow Cafe
- ロッカーに何、入れる?
- がんばれ三都市（KBS京都・サンテレビとの共同制作番組）
- フェス・岩尾（ディスクガレージとの共同制作）
- やさい.tv（LaLa TVとの共同制作、地上波・ワンセグ・CS・CATV同時放送）
- 開店!SIRのパチスキ!
- 楽遊のさきどり★アイドル塾
  - 楽遊のさきどり★BOYS
- MIRAI系アイドルTV
- おはよう!アイドルヒルズREMIX
- TALKIN’ ABOUT
- ひまプリの咲き誇れ!向日葵のタネ
- 感動地球紀行〜世界遺産ものがたり（BS12 トゥエルビ制作）
- eスポ 君 何人格?
- 格ゲー喫茶ハメじゅん
- 遊戯配信 e-Strangers
- 異業種ポーカーバトル『カケヒキ』
- めざせ!クラウドネイティブ　クラウド検定
- 原宿POP TV
- バズッ chuLaTV
- 鬼越トマホークの狼シェフにダマされるな!
- サンスターpresents 賢人からのメッセージ～平塚景堂の泰然自若～
- 斬波ZANMAI - メ～テレにもネットされていた。
- アルコ&ピースの六本木で恐竜を科学する
- コスプレ学園
- EXTREME JUMBLE!
- もぐら×岡野の『くずパチ』
- BACKSTAGE OF THE LIVE～BLACK TOUR 2023～
- バズ100～バズるための100の法則～
- 50th NEW YEAR ROOK FESTIVAL 2022 - 2023
- KING SUPER LIVE 2024開催記念 ライブセレクション
- AKB48調査隊
- こどもスマイルテレビ
- らいコレTV
- 何度も食べたい!UMAI味
- 爆トクTV
- 矢作兼のVSスポーツ〜オートレーサーたちの素顔のすべてをお見せします〜（仮）
- UltraParkヨコハマデーィバ大作戦
- エンジョイスキルアップ
- ちょらバラ
- treatment
- 内村さまぁ〜ず
  - 内さまワールド
- 令和ドリーマーたちの挑戦2〜夢叶えるプロジェクト2024〜
- リアル脱出ゲーム×名探偵コナン『100万ドルの絡繰館からの脱出』大特集SP
- 芸能界『e北斗の拳10』大好き王決定戦
- 宮下草薙の玩具愛好会
- UltraPark 二丁目のアイドルカミングアウト
- 日本グレートスポット紀行
- 声優バラエティ「あんた売れないわよ!」
- 「渋沢栄一の遺した今」～令和時代に私たちが成すべきこと～（※2024/11/2、2024/12/7）
- バズってる?あの人何界隈⁉︎
- SAKE バッカ 岡酒旅
- それゆけ!!63ANGEL!!
- ガムボルTV
- 湯めぐり鉄道〜温泉といやしの旅〜
- エコノマスト- ワンセグs2にて放送
- #今日アミ -今日からアミューズメイト-
- プリンセス天功のアイドル KING
- 駅弁の噺
- ごちそうリクエストいまコレ食べたい!
- ソコカラ
- 記憶のロケ地を巡る旅
- バズるもん作るもん
- 情熱料亭 すぎ村
- 神ROOK TV!
- きっかけTV
- 東京電波女子 Season1〜3
- 未来企業
- カル☆チャル
- パンサー尾形の竹馬散歩
- ガールズバンドクライミュージックビデオ
- AVAMちゃんの虜になあれ
- 尾形春水のHarunation TV
- リアルピースのテレビ上陸大作戦
- ヒロインズTV
- TOKYO COOL JAPAN TV（5月10日（土）・6月28日（土） 20:30～21:00放送、Cool Japan TV制作）
  - ひまり＆アナンサのよくばりニュージーランド（前編：2025/7/13・後編：2025/7/20）
- 「サバンナ高橋の、サウナの神さま」特別編 ～「サウナ伝来の地」根室で“ととのう”SP（2025/3/30）
- 矢作兼のVSスポーツ～オートレースSP～（2024/3/11、3/18）
- 52nd NEW YEAR ROCK FESTIVAL（2025/3/23）
- 芸人界No.1釣りスピリッツ王決定戦（2025/3/22）
- 5時に夢中！スピンオフ特番 ミルクにモ～夢中！　TOKYO MX×ウェザーニュース×高嶺のなでしこ（2025/3/6）
- e東京リベンジャーズ777特番～パチンコ東リベ出るのに日和ってるやついねえよなSP～（2025/7/6）

### 他社制作番組

#### 独立局
- とちぎブランド情報番組 栃木のきらめき（とちぎテレビ制作）
- ダイアモンド☆ユカイとユカイなラーメン研究所（とちぎテレビ制作）
- ソリディーモの冠番組（とちぎテレビ制作）
- Let's ゴルっち!（とちぎテレビ制作）
- Car☆Xs（とちぎテレビ制作）
- 満喫!とちぎ日和（とちぎテレビ制作）
- Happy Swing〜ゴルフをもっとHappyに〜（とちぎテレビ制作）
- 続ゴルフ上達Q&A（群馬テレビ制作）
- ひるびん（テレビ埼玉制作）
- Freesta! （テレビ埼玉制作）
- フィッシング倶楽部（テレビ埼玉制作） - 092ch、ワンセグ2で放送
- 牧野裕のEnjoy Golf（チバテレ制作）
- 朝まるJUST（チバテレ放送制作）
- ごちそうライフ（チバテレ制作）
- 電撃!!ライデンマル（チバテレ制作、株式会社ヤツルギ魂著作）
- le Salon〜杉崎智介美術ミステリードラマ（テレビ神奈川制作）
- 押忍!!ふんどし部!（テレビ神奈川制作）
- HAMA大国→とっておき自遊食感ハマランチョ（テレビ神奈川制作）
- 宝刀〜日本人の魂と技〜（三重テレビ制作）
- お伊勢さん（三重テレビ制作）
- 祈り〜神と仏と〜（三重テレビ制作）
- 羽田美智子の京都専科（KBS京都制作）
- 極上の京都〜京都人の案内する本物の京都〜（KBS京都制作）
- 今日は古都ジェニック（KBS京都制作）
- 原日出子の京さんぽ（KBS京都制作）
- カツヤマサヒコSHOW（サンテレビ制作）
- お菓子な時間（サンテレビ制作）
- 趣味バカ（サンテレビ制作）
- 元町ロックンロールスウィンドル（サンテレビ制作）
- Pretty & Challenge - GIRLSGOLF -（サンテレビ制作）
- aスポーツって何?（サンテレビ制作）
- バツウケテイナー（サンテレビ制作）
- 四季の釣り（サンテレビ制作）
- 手づくり花づくり（サンテレビ制作）
- 週刊バイクTV（千葉テレビ制作）
- NINJA〜忍び者の生きる道〜（三重テレビ放送制作）
- アルコ&ピースのほんの気持ちですが!（テレビ神奈川制作）

#### 日本テレビ系列
- TVムック・謎学の旅（日本テレビ制作）
- 北海道ぶらり旅（札幌テレビ制作）
- D!アンビシャス（札幌テレビ制作）
- 熱烈!ホットサンド!（札幌テレビ制作）
- 酒の肴つくってみーよプラス（山形放送著作、カック制作）
- 姫姫旅行 〜Princess×Princess to Lip〜（福島中央テレビ制作）
- ボイメン☆MAGIC 〜夜の魔法をキミに〜（中京テレビ制作）
- ラッピー×ブラッピー 〜情報をエンタメにするランキング番組〜（ytv制作）
- Good living（日本海テレビ制作）
- Girls TV! feat.SUPER☆GiRLS（日本海テレビ制作）
- きみだけTV（日本海テレビ制作）
- 賢者ファビウスの定理（日本海テレビ制作）
- ブレイク!（日本海テレビ制作）
- もりもり!コジマトペー（広島テレビ制作）
- クロ女子白書（福岡放送制作）
- ホテル・ノスタルジア（BS日テレ制作）
- ぶらり探訪 珍湯たび（BS日テレ制作）
- サクマ&ピース（福島中央テレビ制作）
- 静かなるドン（中山版）（日本テレビ制作） - 1日2話放送
- 俺たちの旅（日本テレビ制作） - 1日2話放送
- 銭形平次 (風間杜夫)（日本テレビ制作）
- サクマ&ピース シーズン3（福島中央テレビ制作）
- ぶらり探訪 珍湯たび（BS日テレ制作）
- 1×8いこうよ!（札幌テレビ制作）

#### テレビ朝日系列
- ドラバラ鈴井の巣（北海道テレビ制作）
- 三又ノ番組（東日本放送制作）
- サイレントサイレンと。（福島放送制作）
- ピエール瀧のしょんないTV（静岡朝日テレビ制作）
- 霜降り明星のあてみなげ（静岡朝日テレビ制作）
- ASAHI Pop'n' Press! 千原せいじのKids'World（北陸朝日放送制作）
- なぜ東堂院聖也16歳は彼女が出来ないのか?（メ〜テレ制作）
- ロバート秋山の市民プール万歳（メ〜テレ制作）
- 世界名画の旅（朝日放送テレビ制作）[17]
- 東西芸人いきなり!2人旅（朝日放送テレビ制作）
- THAT'S ENKA TAINMENT〜ちょっと唄っていいかしら?〜（朝日放送テレビ制作）
- 相席食堂（朝日放送テレビ制作）
- アグレッシブですけど、何か?（広島ホームテレビ制作）
- ドゲンジャーズシリーズ（九州朝日放送制作）
- ヨーロッパ路地裏紀行（BS朝日制作）
- 特等展望!ヨーロッパ鉄道紀行（BS朝日制作）
- DEEP Planet（BS朝日制作）
- 歴史発見 城下町へ行こう!（BS朝日制作）
- 世界の名画 〜華麗なる巨匠たち〜（BS朝日制作）
- 悠久への旅 とっておきの京都（BS朝日制作）
- カーグラフィックTV（BS朝日制作）
- 百年名家（BS朝日制作）
- ベストヒットUSA（BS朝日制作）
- こえつり（BS朝日制作、日 3:30 - 4:00）
- 恋とか愛とか（仮）（広島ホームテレビ制作） - 092ch、ワンセグ2で放送
- LOVE HOKKAIDO（北海道テレビ制作）
- おしえて!四千頭身（北陸朝日放送制作）
- 日本統一 北海道編 - 北海道文化放送と共同制作
- 仮面ライダーシリーズ（毎日放送[18]制作）
  - 仮面ライダー
  - 仮面ライダーV3
  - 仮面ライダーX
  - 仮面ライダーアマゾン（毎日放送制作[18]、金 19:00 - 19:30）
- 必殺シリーズ
  - 必殺仕事人（朝日放送テレビ制作）
  - 新・必殺仕事人（朝日放送テレビ制作）
  - 必殺仕事人III （朝日放送テレビ制作）
  - 必殺仕事人IV （朝日放送テレビ制作）
  - 必殺仕事人V（朝日放送テレビ制作）
  - 必殺仕事人V・激闘編（朝日放送テレビ制作）
  - 必殺仕事人V・旋風編（朝日放送テレビ制作）
  - 必殺仕事人V・風雲竜虎編（朝日放送テレビ制作）
  - 必殺仕置屋稼業（朝日放送テレビ制作）
  - 必殺からくり人（朝日放送テレビ制作）
  - 新必殺仕置人（朝日放送テレビ制作）
  - 新必殺からくり人（朝日放送テレビ制作）
  - 必殺からくり人・富嶽百景殺し旅（朝日放送テレビ制作）
  - 必殺橋掛人（朝日放送テレビ制作）
  - 必殺仕事人V・風雲竜虎編（テレビ朝日制作）
  - 必殺仕事人・激突!（テレビ朝日制作）
- てっぺん（テレビ朝日制作）
- 大忠臣蔵
- せとチャレ!STU48（広島ホームテレビ制作）
- 全力投球！コットン100％（広島ホームテレビ制作）

- 旅ランTV （広島ホームテレビ制作）
- おにぎりあたためますか（北海道テレビ制作）
- 秘密戦隊ゴレンジャー50周年記念　劇場版『秘密戦隊ゴレンジャー 爆弾ハリケーン』（2025/4/5、テレビ朝日制作）

#### TBSテレビ系列
- 薬師寺モータース（幹事局・CBCテレビ）
- アルスマグナ〜半熟男子の野望〜2（毎日放送制作）
- 深夜食堂4（毎日放送制作） - 第3部迄はTBSテレビで放送。
- ゆらり散歩 世界の街角（BS-TBS制作）
- 声優が語る怖い話（毎日放送制作）
- 温泉へ行こう（TBSテレビ制作）
- こちら本池上署シリーズ（TBSテレビ制作）
- 太陽の涙（TBSテレビ制作）
- 幸福相談（TBSテレビ制作）
- おやじ太鼓（TBSテレビ制作）
- 男女7人夏物語（TBSテレビ制作）
  - 男女7人秋物語（TBSテレビ制作）
- 週末婚（TBSテレビ制作）
- 昔の男（TBSテレビ制作）
- その気になるまで（TBSテレビ制作）
- しあわせのシッポ（TBSテレビ制作）
- ひとの不幸は蜜の味（TBSテレビ制作）
- 浅見光彦〜最終章〜（TBSテレビ制作）
- レジデント〜5人の研修医（TBSテレビ制作）
- 浪花少年探偵団（TBS版）（TBSテレビ制作）
- 同窓生〜人は、三度、恋をする〜（TBSテレビ制作）
- 37.5℃の涙（TBSテレビ制作）
- ありがとう 第1〜4シリーズ（TBSテレビ制作）
- 仮面ライダーストロンガー（毎日放送制作）
- HARUNATION TV〜はるかな旅路〜（TBSグロウディア制作）

#### テレビ東京系列
- ファンタメTV（テレビ愛知制作）
- 中国世界遺産ものがたり（テレビ大阪制作）テレビ東京に移行
- 濱口女子大学 〜軽トラとテントと鈴木〜（テレビ大阪制作）
- 大江戸スチームパンク（テレビ大阪制作）
- C-POP World 華琉（BSテレ東制作）
- 買われた男（テレビ大阪制作）
- 編笠十兵衛（テレビ東京制作）

#### フジテレビ系列
- タカトシ牧場（北海道文化放送制作）
- EXILE TRIBE 男旅（北海道文化放送制作）
- おもしろ旅美人（関西テレビ制作）
- 雨上がり食楽部（関西テレビ制作）
- 雨上がりのナニモン!?（関西テレビ制作）
- フォトぶら（関西テレビ制作）
- 時空探偵おゆう 大江戸科学捜査（関西テレビ制作）
- 関ジャニ∞のジャニ勉（関西テレビ制作）
- ウラマヨ!（関西テレビ制作）
- お笑いワイドショー マルコポロリ!（関西テレビ制作）
- 銀座黒猫物語（関西テレビ）
- 快傑えみちゃんねる（関西テレビ制作）
- ゴリパラ見聞録（テレビ西日本制作）
- フットマップ（カンテレ制作）
- 合コンに行ったら女がいなかった話（カンテレ制作）
- GTO（1998年版）（関西テレビ制作）
- それはまるでトリンドルな1日でした。（北海道文化放送制作）
- もう誰も愛さない（フジテレビ制作）
- ウツボカズラの夢（東海テレビ制作）
- スタア誕生（フジテレビ制作）
- 花嫁衣裳は誰が着る（フジテレビ制作）
- ヤヌスの鏡（フジテレビ制作）
- このこ誰の子?（フジテレビ制作）
- プロゴルファー祈子（フジテレビ制作）
- 青い瞳の聖ライフ（フジテレビ制作）
- こまらせないで!（フジテレビ制作）
- ザ・スクールコップ（フジテレビ制作）
- 振り返れば奴がいる（フジテレビ制作）
- いつも誰かに恋してるッ（フジテレビ制作）
- いつか誰かと朝帰りッ（フジテレビ制作）

#### その他
- スーパーチューナー/異能機関（WOWOW制作）
- 今宵、アテレコブースで。（WOWOW制作）
- 私の美酒を探して…。（WOWOWプラス制作）
- 旅人発案!俺の旅番組（BS12 トゥエルビ制作）
- グローバル・ビジョン（東北新社著作、BS12 トゥエルビ制作）
- 小都たび（BS12 トゥエルビ制作）
- 高田純次のアジアぷらぷら（BS12 トゥエルビ制作）
  - 高田純次のセカイぷらぷら（BS12 トゥエルビ制作）
- ミッドナイト寄席（BS12 トゥエルビ制作）
- 沖縄さんぽ♪めぐりんけん（BS12 トゥエルビ制作）
- ナイツの丼なもんでしょう!（BS12 トゥエルビ制作）
- ドロンズ石本の直撃!東京口コミらーめん（BS12 トゥエルビ制作）
  - ドロンズ石本のラーメンいいね!
- 一徹温泉 お風呂に入るまでナニする?（BS12 トゥエルビ制作）
- 欧州ワイン紀行〜銘醸ワインの産地を訪ねて〜（とちぎテレビ・群馬テレビ・テレビ埼玉・tvk・ぎふチャン・三重テレビ・KBS京都・サンテレビ・BS12 トゥエルビ共同制作）
- The God Hand〜神の手を持つカリスマたちの究極バトル〜（I&S BBDO・ダンスノックアウト制作）
- アキバノドコカ…（秋葉原ディアステージ制作）
- 二重マル健康テレビ（アサヒ緑健）
- 人生の切符（アサヒ緑健制作）
- 浪漫紀行 照英・天空人の旅in沖縄（EXライブ制作）
- OTOBOKE Bar (飯田産業制作)
- 恐竜くんの地球だいすき!ダイナソー（ヴィスタ制作）
- H.I.S. presents テリー伊藤の世界のタビセツ （H.I.S.制作）
- 舞の海の技あり日本!（エス・フィールド制作）
- スギちゃんのさすらいグルメ旅（エス・フィールド制作）
- 西村いちか ゴルフ大好き!!（GAORA制作）
- ハピクラワールド（キッズステーション制作）
- スター☆コンチェルト〜オレとキミのアイドル道〜（共同テレビ制作）
  - スタ☆コンクッキング
- 巣鴨バラエティ座（京やプロダクション制作）
- あいつの料理はテキトーに4、5分でザックリ作っているのにかなり美味い（グラジオラスピクチャーズ制作）
- 2.85次元 教育番組パロディショー うたってにこりん（ジークレスト制作）
- スイーツ・レシピブック（食と旅のフーディーズTV制作）
- あっぱれ!NIPPON珍フード（食と旅のフーディーズTV制作）
- 日本銘酒紀行（食と旅のフーディーズTV制作）
- 極味 KIWAMI（食と旅のフーディーズTV制作）
- カフェ日和（食と旅のフーディーズTV制作）
- 世界の街角（食と旅のフーディーズTV制作）
- FLAVOR（食と旅のフーディーズTV制作）
- さきこのわ（食と旅のフーディーズTV制作）
- 料理の基本 ザ・ワールド（食と旅のフーディーズTV制作）
- IZA・NOW〜もうひとつのニッポン〜（食と旅のフーディーズTV制作）
- 彦摩呂のB級グルメ天国（食と旅のフーディーズTV制作）
- 食の宝庫!レッド吉田のこれがジャパン（食と旅のフーディーズTV制作）
- こうちゃんの冷蔵庫にあるもので…（食と旅のフーディーズTV制作）
- 小宮山雄飛のTHE FOODIES（食と旅のフーディーズTV制作）
- レミほうだい（食と旅のフーディーズTV制作）
- スラッシュTV（スラッシュチャンネル制作
- 笑うてっぱんシアター（SonyMusic制作、E!TV枠）
- キャワコレTV（SonyMusic制作、E!TV枠）- HD
- エビ中の永遠に中学生（仮）（SonyMusic制作、E!TV枠） - SD
- そこウサ!（ダイフク企画制作）
- 千原ジュニアの映画製作委員会（チャンネルNECO制作）
- 戦国炒飯TV 〜なんとなく歴史が学べる映像〜（ディアステージ制作）
- DHCキレイを磨く!エクストリームBeauty（DHCテレビ制作）
- ニュース女子（DHCテレビ制作）
- 石神秀幸の決断!ラーメン開拓紀行（ティーズ制作）
- 安田美沙子の技ありキッチン!（ティーズ制作）
- 旅番組はじめました（ティーズ制作）
- 課長バカ一代（TBSグロウディア制作）
- 人生酒場〜唄は夜につれママにつれ〜（ディヴォーション制作）
- 中川家礼二の鉄活（鉄道チャンネル制作）
- モンキーパーマ（テレバイダー・エンタテインメント制作）
- 日本グレートスポット紀行（十影堂エンターテイメント制作）
- ぞくり。3（十影堂エンターテイメント制作）
- 異界のドア（十影堂エンターテイメント制作）
- アオイウソ〜告白の放課後〜（Nemeton制作、ソニー・ミュージックエンタテインメント製作著作）
- ココがイチオシ!たびたび秋山さん（パワーテレビジョン制作）
- グルメにキッス♥（パワーテレビジョン制作）
- 24時間女優 -待つ女-（ひかりTV制作）
- 彼が僕に恋した理由（ヒューマンピクチャーズ制作）
- 寺西一浩ドラマ 人生いろいろ（ヒューマンピクチャーズ制作）
- 大和路・悠々散歩〜古都奈良に仏を訪ねて〜（FOUND2制作）
- イジリー・春日の美人妻いただきます（V☆パラダイス制作）
- みるみるミルキィ（ブシロードミュージック制作）
- GO!GO!九ちゃんフィッシング（マルキユー制作）
- リスアニTV!（MUSIC ON! TV制作。2012年4月 - 2017年3月、ETV!枠内。2015年3月までは地上波独占放送。）
  - LisAni!NAVI（MUSIC ON! TV制作。2017年4月 - 2018年6月、地上波独占放送。）
- The MONDO Times（MONDO TV制作）
- コサキンのラジオごっこ（MONDO TV制作）
- 一流魂（吉本興業制作著作）
- ザ・ウルトラシェフシリーズ（LaLa TV制作）
- メンズキッチン（LaLa TV制作）
- 列車紀行 美しき日本（ワイズプロジェクト制作）
- G-EGG グローバル発掘アイドル×リアル成長ストーリー（Y-NA ENTERTAINMINT制作）
- 皇居ぶらり（ワック制作）
- ベイビーステップ（共同テレビ制作、電通・アミューズ・講談社製作）
- 新田恵海の恐竜DEEP（ターナージャパン・MONDO TV制作）
- イケダンMAX（チャンネルA・勇者部制作）
  - イケダン7
- ふたりモノローグ（東北新社制作、Cygames製作）
- BBC 100人の女性たちインタビュー（イギリス・BBC制作）
- BBCクリック（イギリス・BBC制作）
- ハード・トーク（イギリス・BBC著作、Dlife制作）
- セクションTV（韓国・MBC文化放送制作の韓国芸能情報番組）
- アラーム・フォー・コブラ11シリーズ
- IVESTA TV
- S.Q.S TV
- 演歌のココロ
- 大人のカナダ紀行
- キックボクシング KNOCK OUT!
- きらっとグルメ
- クルーズ 大海原の夢紀行
- 小島よしお的!グルメいただきマッチョ
- スマイルレッスン サヘル・ローズの和のココロ
- ツキステ。TV
  - 2.5次元ダンスライブ「ツキステ。」LUNATIC LIVE
- ツキプロch.（第1期 2016年4月 - 6月、第2期 2016年10月 - 12月）
  - 2.5次元ダンスライブ「SQ」ステージ BLAZING&FREEZING
  - 劇場版SOARA『LET IT BE-君が君らしくあるように-』
- 鉄道グルメ旅
- カレーの門戸（ティーズ制作、随時）
- 寺島惇太お兄さんのアニドルといっしょ!
- 田園ボーイズ
- 時の風景〜世界遺産を巡る〜
- 地球散歩
- ディスカバリーチャンネル・ベスト
- BanG Dream!めざせ武道館特BanG!
- 発掘!○○屋なのにナイツなラーメン
- 発見!マイスタイル
- ふるさと再発見!
- 舞の海の和食でおもてなし
- マスクプレイミュージカル 劇団飛行船
- MUSIC LEGEND
- 歴史探訪ぶらり旅
- 旅チャンネル制作[19]
  - 照英にっぽん一人旅
  - 和街日和
  - 三船美佳のずぼらぼ
  - 料理の基本
  - 今日のお献立
  - シェフ列伝
  - シェアキッチン
  - 東京TOWNS
  - 大阪TOWNS
  - てくてく湯るり
  - ちょっと贅沢!欧州列車旅行
  - Hawaii ローカルNEWS! Special
  - 野天湯へGo!
  - 大好き!野天湯
  - 旅のシンフォニー
  - ローカル線らーめん探訪!
  - 大人のヨーロッパ街歩き
  - 離島酒場
  - 匠な旅!舞の海のすごいぞニッポン!
  - 日本伝統温泉の旅
  - スギちゃんの旅はワイルド
  - ホリスティックな週末
  - 京都暮らし
  - 高嶋政宏の旅番長
  - 地球★熱帯紀行
- 旅猫ロマン
- 中西圭三の朝ぶら散歩
- ムービック制作
  - Actors Navi
  - 僕ら的には理想の落語
  - 救出劇
  - 水曜22:30・23:00枠
    - 東京乙女レストラン（第1期：2015年4月 - 6月、第2期：2015年10月 - 12月）
    - 江口拓也の俺たちだって癒されたい!シリーズ
    - 西山宏太朗の健やかな僕らシリーズ
    - 斉藤壮馬の和心を君にシリーズ
    - 鳥海浩輔・前野智昭の大人のトリセツ
    - たびメイト
    - ボドゲであそぼシリーズ
    - えなコスTV
- 神激に会ってみませんか?
- ウマ飯!
- NON STYLE井上のバズらせJAPAN（リアムプロモーション制作）
- 日本グレートスポット紀行（seoson2）（十影堂エンターテイメント制作）
- 日本で味わう世界食堂（ディーイー制作）
- 旅番組まかせちゃいます!（株式会社ディーイー制作）
- J-BOTケロ太（L4（エルフォー）制作）
- おいしい給食（Season1）（メディアンド制作）
  - おいしい給食（Season2）（メディアンド制作）
  - おいしい給食（Season3）（メディアンド制作）
- こど〜MO!（ケーアールケープロデュース制作）
- トラベル・ショー（BBC著作、Dlife制作）
- TVのいろは
- ぷみぷみVEE
- 真夜中のおバカ騒ぎ!（スター・ポケット合同会社制作、）
- 落談〜落語の噺で面白談義〜（リーレ制作）
- ミッドナイト寄席（BS12 トゥエルビ制作）
- スイーツの女王様（ディーイー制作、バラエティ番組）
- e-elements GAMING HOUSE SQUAD（アニマックス制作）
- それゆけ!大宮セブン（BSよしもと、テレビ埼玉共同制作）
- パスキン（パスチャー制作）
- カオスボックス−CHAOS BOX−（L4（エルフォー）制作）
- いいね!テニス（ワイ・ケイ・アド制作）
- 究極グルメ!食の太道（ディーイー制作）